# Consistoris de Joan XXIII

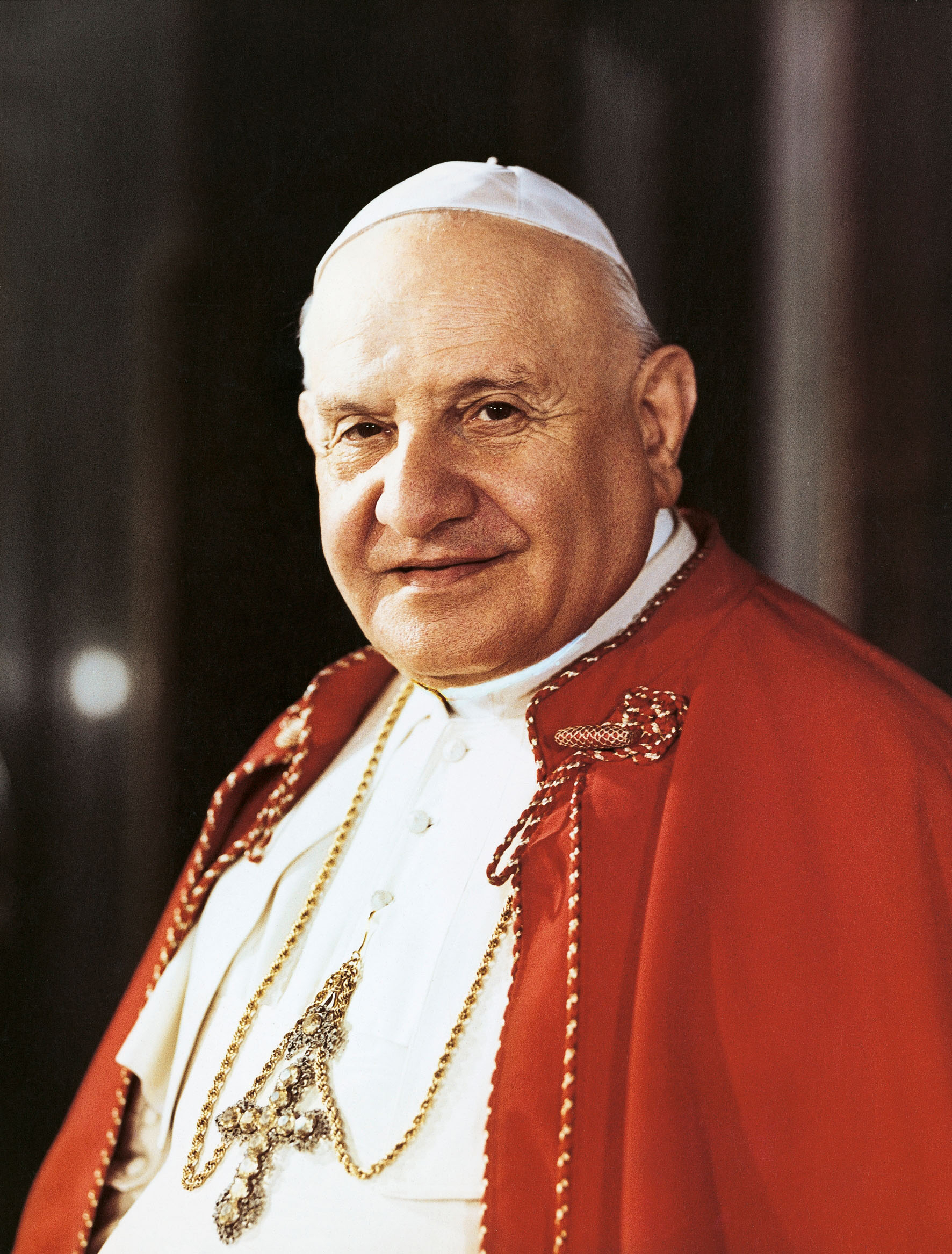
Papa Joan XXIII

Aquest article recull l'elenc complert dels consistoris ordinaris públics per la creació de nous cardenals presidits pel Papa Joan XXIII, amb la indicació de tots els cardenals creats (52 cardenals, a 5 consistoris, provinents de 22 països) entre els quals estava el futur Papa Pau VI.

## 15 de desembre de 1958
El 15 de desembre de 1958, durant el seu primer consistori, papa Joan XIII crea vint-i-tres cardenals:
- Giovanni Battista Montini, arquebisbe de Milà (Itàlia); creat cardenal prevere dei Santi Silvestro e Martino ai Monti; posteriorment elegit Papa Pau VI el 21 de juny de 1963; mort el 6 d'agost de 1978; beatificat el 19 d'octubre de 2014;
- Giovanni Urbani, patriarca de Venècia (Itàlia); creat cardenal prevere de Santa Prisca; mort el 17 de setembre de 1969;
- Paolo Giobbe, arquebisbe titular de Tolemaide de Tebaide, nunci apostòlic a Holanda; cardenal prevere de Santa Maria a Vallicella; mort el 14 d'agost de 1972;
- Giuseppe Fietta, arquebisbe titular de Sardica, nunci apostòlic a Itàlia; cardenal prevere (p. h. v.) de San Paolo alla Regola (títol rebut el 12 de març de 1959); mort l'1 d'octubre de 1960;
- Fernando Cento,arquebisbe titular de Seleucia Pieria, nunci apostòlic a Portugal;cardenal prevere (p. h. v.) de Sant'Eustachio (títol rebut el 12 de març de 1959); mort el 13 de gener de 1973
- Carlo Chiarlo, arquebisbe titular de Amida, funcionari de la Secreteria d'estat; creat cardenal prevere de Santa Maria in Portico Campitelli (pro illa vice); mort el 21 de gener de 1964;
- Amleto Giovanni Cicognani, arquebisbe titular de Laodicea di Frigia, delegat apostòlic als Estats Units; creat cardenal prevere de San Clemente; mort el 17 de desembre de 1973;
- José Garibi y Rivera, arquebisbe de Guadalajara (Mèxic); creat cardenal prevere de Sant'Onofrio; mort el 27 de maig de 1972;
- Antonio María Barbieri, O.F.M.Cap., arquebisbe de Montevideo (Uruguai); creat cardenal prevere de San Crisogono; mort el 6 de juliol de 1979;
- William Godfrey, arquebisbe de Westminster (Anglaterra); creat cardenal prevere de Santi Nereo e Achilleo; mort el 22 de gener de 1963;
- Carlo Confalonieri, arquebisbe titular de Nicopoli al Nesto, secretari de la S. C. pels Seminaris i les Universitats; cardenal prevere de Sant'Agnese fuori le mura; mort l'1 d'agost de 1986
- Richard James Cushing, arquebisbe de Boston (Estats Units); creat cardenal prevere de Santa Susanna; mort el 2 de novembre de 1970;
- Alfonso Castaldo, arquebisbe de Nàpols (Itàlia); creat cardenal prevere de San Callisto; mort el 3 de març de 1966;
- Paul-Marie-André Richaud, arquebisbe de Bordeus (França); creat cardenal prevere de Santi Quirico e Giulitta; mort el 5 de febrer de 1968;
- John Francis O'Hara, C.S.C., arquebisbe de Filadelfia (Estats Units); creat cardenal prevere de Santi Andrea e Gregorio al Monte Celio; mort el 28 d'agost de 1960;
- José María Bueno y Monreal, arquebisbe de Sevilla (Espanya); creat cardenal prevere dei Santi Vito, Modesto e Crescenzia (pro illa vice); mort el 20 d'agost de 1987;
- Franz König, arquebisbe de Viena (Àustria); creat cardenal prevere de Sant'Eusebio, mort el 13 de març de 2004;
- Julius August Döpfner, bisbe de Berlín (Alemanya Oriental); creat cardenal prevere (pro illa vice) de Santa Maria della Scala; mort el 24 de juliol de 1976;
- Domenico Tardini, arquebisbe titular de Laodicea de Siria, Secretari d'Estat; creat cardenal prevere (pro illa vice) de Sant'Apollinare alle Terme; mort el 30 de juliol de 1961;
- Alberto de Jorio, secretari del Sacre Col·legi; creat cardenal diaca de Santa Pudenziana (pro illa vice); mort el 5 de setembre de 1979;
- Francesco Bracci, secretari de la  Congregació per la Disciplina dels Sagraments; creat cardenal diaca de San Cesareo a Palatio; mort el 24 de març de 1967;
- Francesco Roberti, secretari de la Sacra Congregració del Concili; creat cardenal diaca de Santa Maria a Cosmedin; mort el 16 de juliol de 1977;
- André-Damien-Ferdinand Jullien, P.S.S., degà de la Sacra Rota Romana; creat cardenal diaca de San Giorgio a Velabro; mort l'11 de gener de 1964.

## 14 de desembre de 1959
El 14 de desembre de 1959, durant el seu segon consistori, el papa Joan XIII creà vuit cardenals:
- Paolo Marella, arquebisbe titular de Doclea, nunci apostòlic a França; cardenal prevere de Sant'Andrea delle Fratte (títol rebut el 31 de març de 1960); mort el 15 d'octubre de 1984;
- Gustavo Testa, arquebisbe titular d'Amasea, nunci apostòlic a Suïssa; creat cardenal prevere de San Girolamo dei Croati; mort el 28 de febrer de 1969;
- Aloysius Joseph Muench, arquebisbe titular de Selimbria, nunci apostòlic a Alemanya; creat cardenal prevere de San Bernardo alle Terme; mort el 15 de febrer de 1962;
- Albert Gregory Meyer, arquebisbe de Chicago (Estats Units); creat cardenal prevere de Santa Cecilia; mort el 9 d'abril de 1965;
- Arcadio María Larraona Saralegui, C.M.F., secretari de la Congregació per als religiososo; creat cardenal diaca de Santi Biagio e Carlo ai Catinari; mort el 7 de maig de 1973;
- Francesco Morano, secretari del Tribunal Suprem de la Signatura Apostòlica; creat cardenal diaca dei Santi Cosma e Damiano; mort el 12 de juliol de 1968;
- William Theodore Heard, degà de la Sacra Rota Romana; creat cardenal diaca de San Teodoro; mort el 16 de setembre de 1973;
- Augustin Bea, S.J., rector emèrit del Pontifici Institut Bíblic; creat cardenal diaca de San Saba; mort el 16 de novembre de 1968.

## 28 de març de 1960
El 28 de març de 1960, el papa Joan XIII creà set nous cardenals. En aquest consistori es creà el cardenal Laurean Rugambwa, el primer cardenal africà.
- Luigi Traglia, arquebisbe titular de Cesarea de Palestina, pro-vicari general de la diòcesi de Roma; cardenal prevere de Sant'Andrea della Valle; mort el 22 de novembre de 1977;
- Peter Tatsuo Doi, arquebisbe de Tòquio (Japó); creat cardenal prevere de Sant'Antonio da Padova a Via Merulana; mort el 21 de febrer de 1970;
- Joseph-Charles Lefèbvre, arquebisbe de Bourges (França); creat cardenal prevere de San Giovanni Battista dei Fiorentini; mort el 2 d'abril de 1973;
- Bernard Jan Alfrink, arquebisbe d'Utrecht (Països Baixos); creat cardenal prevere de San Gioacchino ai Prati de Castello; mort el 16 de desembre de 1987;
- Rufino Jiao Santos, arquebisbe de Manila (Filipines); creat cardenal prevere de Santa Maria ai Monti; mort el 3 de setembre de 1973;
- Laurean Rugambwa, bisbe de Rutabo (Tanzània); creat cardenal prevere de San Francesco d'Assisi a Ripa Grande; mort el 8 de desembre de 1997;
- Antonio Bacci, secretari dels Breus als Prínceps; creat cardenal diaca de Sant'Eugenio; mort el 20 de gener de 1971.

En aquest consistori es van reservar tres cardenals "in pectore", però mai no van ser publicats per Joan XXIII.

## 16 de gener de 1961
El quart consistori celebrat pel Papa Joan XIII el 16 de gener de 1961, va veure la creació de quatre nous cardenals:
- Joseph Elmer Ritter, arquebisbe de Saint Louis (Estats Units); creat cardenal prevere del Santissimo Redentore e Sant'Alfonso in Via Merulana; mort el 10 de juny de 1967;
- José Humberto Quintero Parra, arquebisbe de Caracas (Veneçuela); creat cardenal prevere dei Santi Andrea e Gregorio al Monte Celio; mort el 8 de juliol de 1984;
- Luis Concha Córdoba, arquebisbe de Bogotà (Colòmbia); creat cardenal prevere de Santa Maria Nuova; mort el 18 de setembre de 1975;
- Giuseppe Antonio Ferretto, arquebisbe titular de Sardica, assessor de la Sacra Congregació Consistorial i secretari del Sacre Col·legi; creat cardenal prevere de Santa Croce a Gerusalemme; mort el 17 de març de 1973.

## 19 de març de 1962
Al cinquè consistori, el papa Joan XIII creà dinou nous cardenals:
- José da Costa Nunes, arquebisbe titular d'Odesso, vice Camarlenc de Santa Església Romana; creat cardenal prevere de Santa Prisca; mort el 29 de novembre de 1976;
- Giovanni Panico, arquebisbe titular de Giustiniana Prima, nunci apostòlic a Portugal; creat cardenal prevere de Santa Teresa al Corso d'Itàlia (títol rebut el 24 de maig); mort el 7 de juliol de 1962;
- Ildebrando Antoniutti, arquebisbe titular de Sinnada de Frigia, nunci apostòlic a Espanya; creat cardenal prevere de San Sebastiano alle Catacombe (títol rebut el 24 de maig); mort l'1 d'agost de 1974;
- Efrem Forni, arquebisbe titular de Darni, nunci apostòlic a Bèlgica; creat cardenal prevere de Santa Croce a Gerusalemme; mort el 26 de febrer de 1976;
- Juan Landázuri Ricketts, O.F.M., arquebisbe de Lima (Perù); creat cardenal prevere de Santa Maria a Ara Coeli; mort el 16 de gener de 1997;
- Gabriel Acacius Coussa, B.A., arquebisbe titular de Gerapoli de Siria dels Greco-Melquites, pro-secretari de la congregació per a les Esglésies Orientals; creat cardenal prevere de Sant'Atanasio; mort el 29 de juliol de 1962;
- Raúl Silva Henríquez, S.D.B., arquebisbe de Santiago de Xile (Xile); creat cardenal prevere de San Bernardo alle Terme; mort el 9 d'abril de 1999;
- Léon-Joseph Suenens, arquebisbe de Malines-Brussel·les (Bàlgica); creat cardenal prevere de San Pietro in Vincoli; mort el 6 de maig de 1996;
- Michael Browne, O.P., mestre general del seu Orde; creat cardenal diaca de San Paolo alla Regola; mort el 31 de març de 1971;
- Anselm Maria Albareda i Ramoneda, O.S.B.Subl., prefecte de la Biblioteca Apostòlica Vaticana; creat cardenal diaca de Sant'Apollinare alle Terme; mort el 19 de juliol de 1966.